# Romane Bruneau
Romane Bruneau (Angers, 17 agosto 1996) è una calciatrice francese, di ruolo portiere.

## Palmarès

### Club

#### Competizioni nazionali
- Campionato francese: 1

Olympique Lione: 2017-2018

#### Competizioni internazionali
- UEFA Women's Champions League: 1

Olympique Lione: 2017-2018

### Nazionale
- Campionato mondiale femminile under 20 di calcio: 1

Canada 2014